# Rhinophyma
 Mise en garde médicale
Rhinophyma est un terme générique décrivant un nez très large, bulbeux et sanguin.
Cette affection est causée par une infiltration granulomateuse secondaire à une rosacée évoluée.
Elle touche principalement les hommes de plus de cinquante ans et elle a longtemps  été  considérée à tort comme étant la conséquence d'une consommation excessive d'alcool, alors que d'autres facteurs de risques sont aujourd'hui identifiés, comme la prévalence familiale ou l'origine géographique (Irlande, Angleterre, Écosse, Scandinavie, Europe de l'Est),.

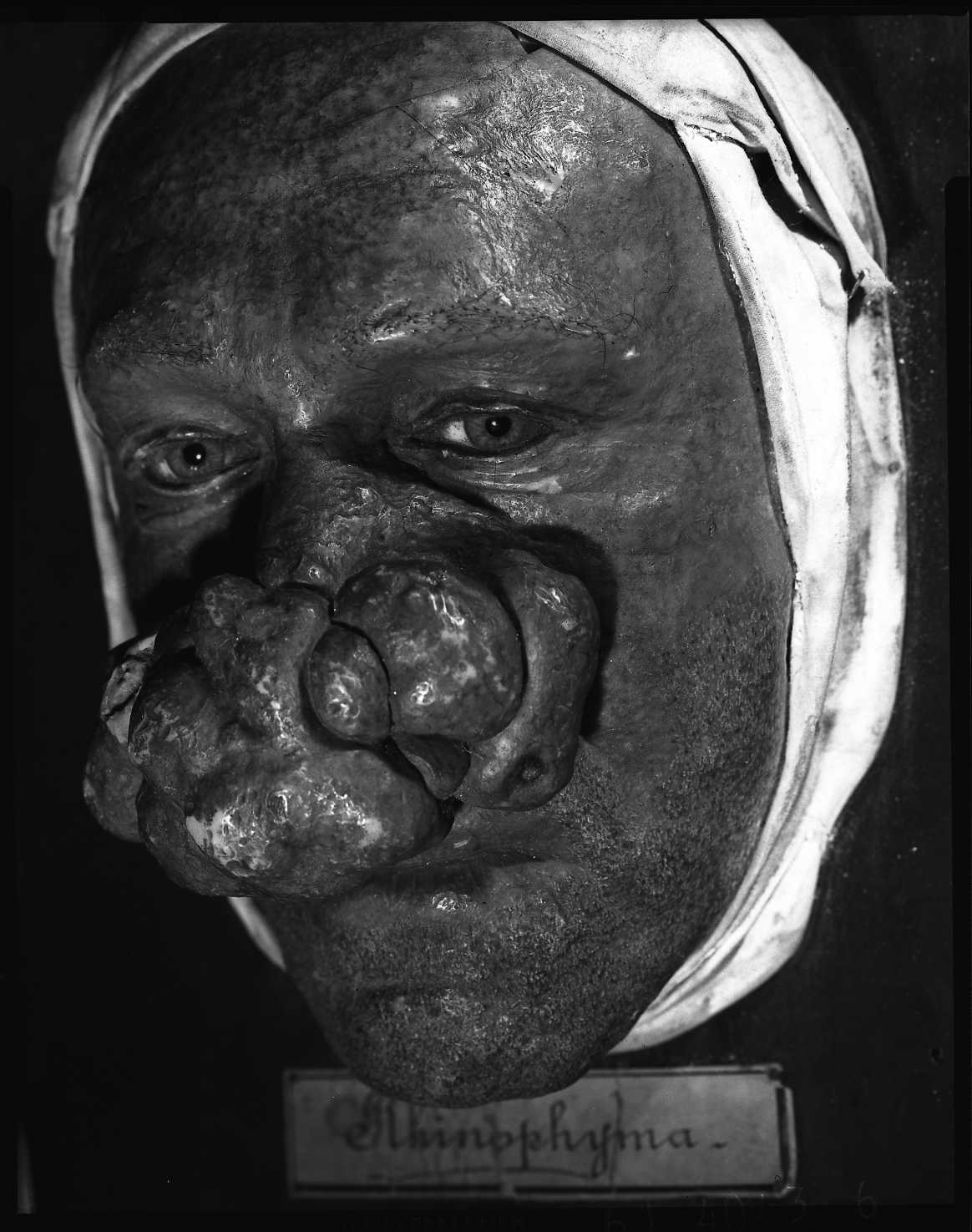
Modèle pédagogique, en cire, présentant un « Rhinophyma » pour les étudiants en médecine. Il s'agit d'un cas exceptionnel ayant fortement déformé le nez de la personne (US Army Medical Museum).

## Traitement
Il n'existe pas aujourd'hui de traitement médicamenteux du [rhinophyma], mais plusieurs techniques chirurgicales donnent de bons résultats, sans qu'aucune n'ait prouvé une efficacité supérieure aux autres. Il s'agit notamment de la chirurgie à la lame froid, de la cryochirurgie, de la radiofréquence ou du laser.

## Personnalités atteintes par la maladie
- John Pierpont Morgan (1837-1913)[5].

## Divers
Un tableau de Domenico Ghirlandaio (conservé au musée du Louvre) représente parfaitement un rhinophyma chez un vieillard.

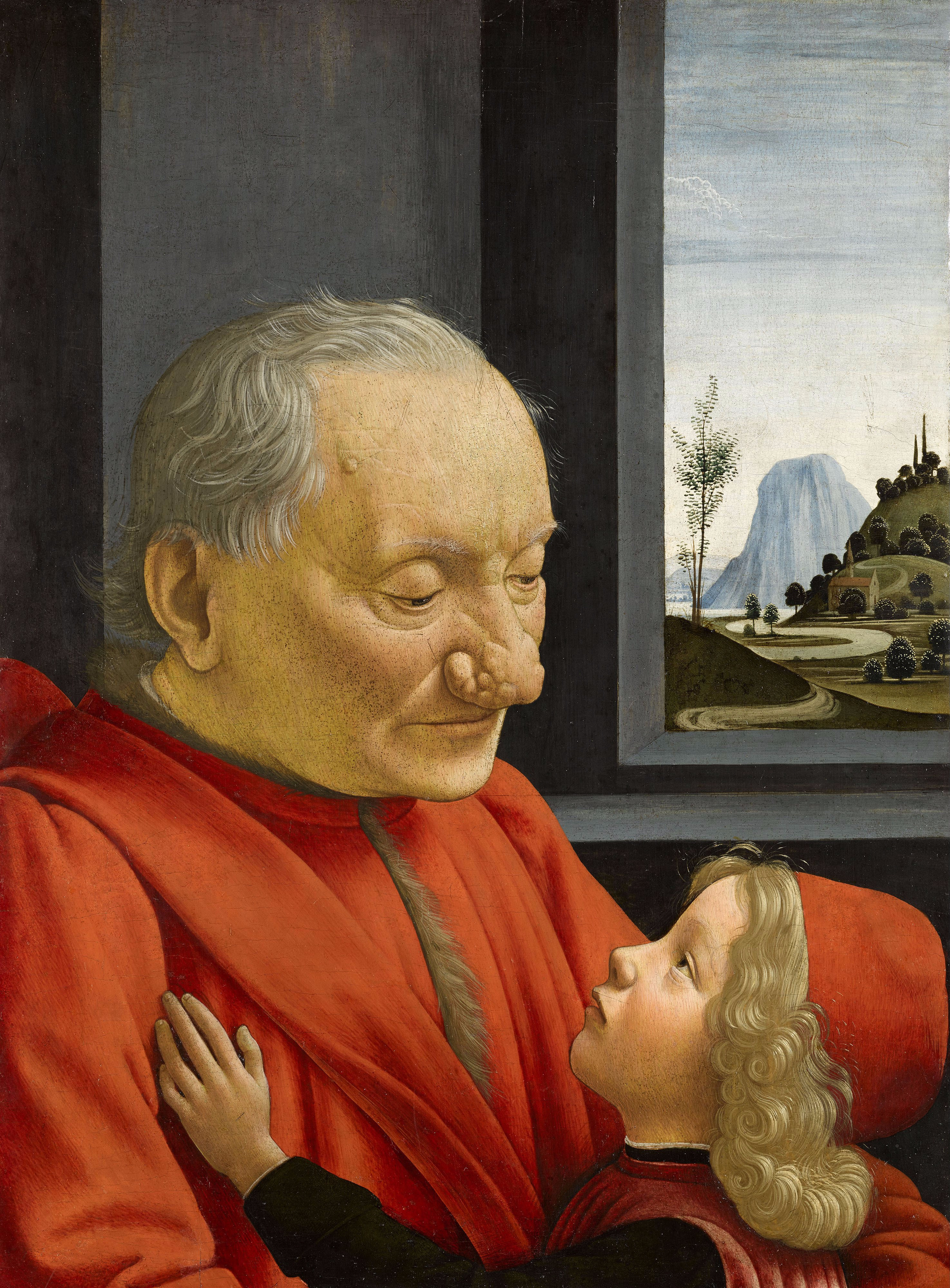
Portrait par Domenico Ghirlandaio